# Cole Peverley
Cole Peverley (Auckland, 3 luglio 1988) è un calciatore neozelandese, di ruolo centrocampista.

## Carriera

### Club
Peverley tra il 2003 e il 2006 ha giocato nelle giovanili dell'Hansa Rostock, club tedesco. Nel 2006 è tornato in patria militando nell'Auckland City. Nel 2007 ha firmato un triennale con l'Hawke's Bay United, squadra di massima divisione neozelandese. Ha debuttato con questa maglia il 3 novembre dello stesso anno contro il Canterbury United (vittoria 3-1). Nel luglio 2009 si trasferì al Team Wellington debuttando il 1º novembre successivo contro YoungHeart.

### Nazionale
Nel 2007 Peverley ha rappresentato la Nuova Zelanda Under-20 nel Mondiale di categoria tenutosi in Canada e nel quale ha disputato tre partite. Nel 2008 ha partecipato al torneo di qualificazione alle Olimpiadi, giocando 5 partite e segnando una rete alle Isole Fiji (1º marzo). Nell'estate dello stesso anno è stata confermata la sua presenza alla spedizione neozelandese alle Olimpiadi di Pechino, nelle quali ha disputato tutte e tre le partite dei suoi: contro Cile (1-1), Brasile (0-5) e Belgio (0-1). Ha debuttato in Nazionale maggiore il 19 novembre 2008 contro le Isole Fiji, in partita valida per la qualificazione al campionato del mondo 2010 (sconfitta 0-2). A fine maggio 2010 era stato inserito nella lista dei convocati per il Mondiale 2010 in sostituzione di Tim Brown (infortunatosi alla spalla durante un'amichevole contro l'Australia), ma dato il recupero di quest'ultimo, è stato congedato.

## Palmares

### Competizioni nazionali
- Campionato neozelandese: 1

Team Wellington: 2015-2016